# Persone di nome Tomáš
| Questa pagina contiene informazioni ricavate automaticamente dalle voci biografiche con l'ausilio del template Bio e di un bot. L'aggiornamento è periodico e automatico e ricostruisce completamente la pagina. Se manca una persona in questa lista, sei pregato di non aggiungerla, ma accertati piuttosto che la sua voce biografica contenga il template Bio e che i dati anagrafici siano correttamente compilati. Se il template Bio manca, inseriscilo tu stesso o, in alternativa, metti l'avviso {{tmp\|Bio}} che ne segnala la mancanza. Se i dati riportati sono sbagliati, correggi direttamente la voce biografica; le modifiche saranno visibili in questa lista entro pochi giorni. Per chiarimenti vedi il progetto antroponimi. La lista contiene solo le 164 persone che sono citate nell'enciclopedia e per le quali è stato implementato correttamente il template Bio. Pagina aggiornata al 22 lug 2025. |

Questa è una lista di persone presenti nell'enciclopedia che hanno il nome Tomáš, suddivise per attività principale.

## Allenatori di calcio(3)
- Tomáš Abrahám, allenatore di calcio e calciatore ceco (Třebíč, n. 1979)
- Tomáš Janotka, allenatore di calcio e ex calciatore ceco (n. 1982)
- Tomáš Medveď, allenatore di calcio e ex calciatore slovacco (Košice, n. 1973)

## Arrampicatori(1)
- Tomáš Mrázek, arrampicatore ceco (Brno, n. 1982)

## Astronomi(1)
- Tomáš Vorobjov, astronomo slovacco (n. 1984)

## Biatleti(1)
- Tomáš Holubec, ex biatleta ceco (Jilemnice, n. 1976)

## Canoisti(1)
- Tomáš Máder, ex canoista ceco (Praga, n. 1974)

## Cestisti(4)
- Tomáš Hampl, cestista ceco (Hradec Králové, n. 1988)
- Tomáš Kyzlink, cestista ceco (Vyškov, n. 1993)
- Tomáš Satoranský, cestista ceco (Praga, n. 1991)
- Tomáš Vyoral, cestista ceco (Weißenfels, n. 1992)

## Ciclisti su strada(3)
- Tomáš Bárta, ciclista su strada e pistard ceco (Olomouc, n. 1999)
- Tomáš Konečný, ex ciclista su strada ceco (Olomouc, n. 1973)
- Tomáš Kopecký, ciclista su strada e ciclocrossista ceco (Darlington, n. 2000)

## Combinatisti nordici(2)
- Tomáš Portyk, combinatista nordico ceco (Jilemnice, n. 1996)
- Tomáš Slavík, ex combinatista nordico ceco (Jilemnice, n. 1981)

## Compositori(1)
- Tomáš Svoboda, compositore e pianista cecoslovacco (Parigi, n. 1939 - Portland, † 2022)

## Criminali(1)
- Tomáš Uhorčík, criminale slovacco (n. 1674 - Liptovský Mikuláš, † 1713)

## Dirigenti sportivi(3)
- Tomáš Rosický, dirigente sportivo e ex calciatore ceco (Praga, n. 1980)
- Tomáš Skuhravý, dirigente sportivo, allenatore di calcio e ex calciatore ceco (Přerov nad Labem, n. 1965)
- Tomáš Ujfaluši, dirigente sportivo e ex calciatore ceco (Rýmařov, n. 1978)

## Filosofi(1)
- Tomáš Týn, filosofo e teologo ceco (Brno, n. 1950 - Neckargemünd, † 1990)

## Giocatori di calcio a 5(2)
- Tomáš Drahovský, giocatore di calcio a 5 slovacco (Stará Ľubovňa, n. 1992)
- Tomáš Sluka, ex giocatore di calcio a 5 ceco (n. 1978)

## Giocatori di football americano(1)
- Tomáš Hlach, giocatore di football americano ceco (n. 1995)

## Hockeisti su ghiaccio(14)
- Tomáš Jelínek, ex hockeista su ghiaccio ceco (Praga, n. 1962)
- Tomáš Jurčo, hockeista su ghiaccio slovacco (Košice, n. 1992)
- Tomáš Kaberle, ex hockeista su ghiaccio ceco (Rakovník, n. 1978)
- Tomáš Kopecký, hockeista su ghiaccio slovacco (Ilava, n. 1982)
- Tomáš Kundrátek, hockeista su ghiaccio ceco (Přerov, n. 1989)
- Tomáš Kůrka, ex hockeista su ghiaccio ceco (Most, n. 1981)
- Tomáš Mojžíš, hockeista su ghiaccio ceco (Kolín, n. 1982)
- Tomáš Plekanec, hockeista su ghiaccio ceco (Kladno, n. 1982)
- Tomáš Pöpperle, hockeista su ghiaccio ceco (Broumov, n. 1984)
- Tomáš Rolinek, hockeista su ghiaccio ceco (Žďár nad Sázavou, n. 1980)
- Tomáš Starosta, hockeista su ghiaccio slovacco (Trenčín, n. 1981)
- Tomáš Surový, hockeista su ghiaccio slovacco (Banská Bystrica, n. 1981)
- Tomáš Tatar, hockeista su ghiaccio slovacco (Ilava, n. 1990)
- Tomáš Vokoun, ex hockeista su ghiaccio ceco (Karlovy Vary, n. 1976)

## Imprenditori(1)
- Tomáš Baťa, imprenditore ceco (Zlín, n. 1876 - Otrokovice, † 1932)

## Multiplisti(1)
- Tomáš Dvořák, ex multiplista ceco (Gottwaldov, n. 1972)

## Pallavolisti(1)
- Tomáš Kmeť, pallavolista slovacco (Poprad, n. 1981)

## Pattinatori artistici su ghiaccio(1)
- Tomáš Verner, ex pattinatore artistico su ghiaccio ceco (Písek, n. 1986)

## Pesisti(1)
- Tomáš Staněk, pesista ceco (Praga, n. 1991)

## Piloti automobilistici(1)
- Tomáš Enge, pilota automobilistico ceco (Liberec, n. 1976)

## Pistard(1)
- Tomáš Bábek, pistard ceco (Brno, n. 1987)

## Pittori(1)
- Tomáš Císařovský, pittore ceco (Praga, n. 1962)

## Poeti(1)
- Tomáš Zdechovský, poeta, fotografo e scrittore ceco (Havlíčkův Brod, n. 1979)

## Politici(1)
- Tomáš Drucker, politico slovacco (Bratislava, n. 1978)

## Presbiteri(1)
- Tomáš Halík, presbitero, filosofo e teologo ceco (Praga, n. 1948)

## Registi(1)
- Tomáš Vorel, regista e attore ceco (Praga, n. 1957)

## Saltatori con gli sci(2)
- Tomáš Goder, ex saltatore con gli sci ceco (Desná, n. 1974)
- Tomáš Vančura, ex saltatore con gli sci ceco (n. 1996)

## Scrittori(1)
- Tomáš Zmeškal, scrittore ceco (Praga, n. 1966)

## Sociologi(1)
- Tomáš Masaryk, sociologo, filosofo e politico cecoslovacco (Hodonín, n. 1850 - Lány, † 1937)

## Tennisti(6)
- Tomáš Anzari, ex tennista ceco (Třinec, n. 1970)
- Tomáš Berdych, ex tennista ceco (Valašské Meziříčí, n. 1985)
- Tomáš Cibulec, ex tennista ceco (Havířov, n. 1978)
- Tomáš Macháč, tennista ceco (Beroun, n. 2000)
- Tomáš Šmíd, ex tennista cecoslovacco (Plzeň, n. 1956)
- Tomáš Zíb, ex tennista ceco (Písek, n. 1976)

## Teologi(1)
- Tomáš Špidlík, teologo e cardinale ceco (Boskovice, n. 1919 - Roma, † 2010)

## Senza attività specificata(2)
- Tomáš Fleissner, ex pentatleta cecoslovacco (Plzeň, n. 1960)
- Tomáš Kraus, ex sciatore freestyle e sciatore alpino ceco (Děčín, n. 1974)